# Sapere (rivista)
Sapere è una rivista italiana di divulgazione scientifica.
La sua data di nascita, gennaio 1935, ne fa la prima in ordine di tempo nel panorama editoriale del Paese.
Originariamente edita dal milanese Ulrico Hoepli, è dal 1968 una testata dell'editore Dedalo di Bari che lo pubblica a cadenza bimestrale.

## Storia

### Fondazione

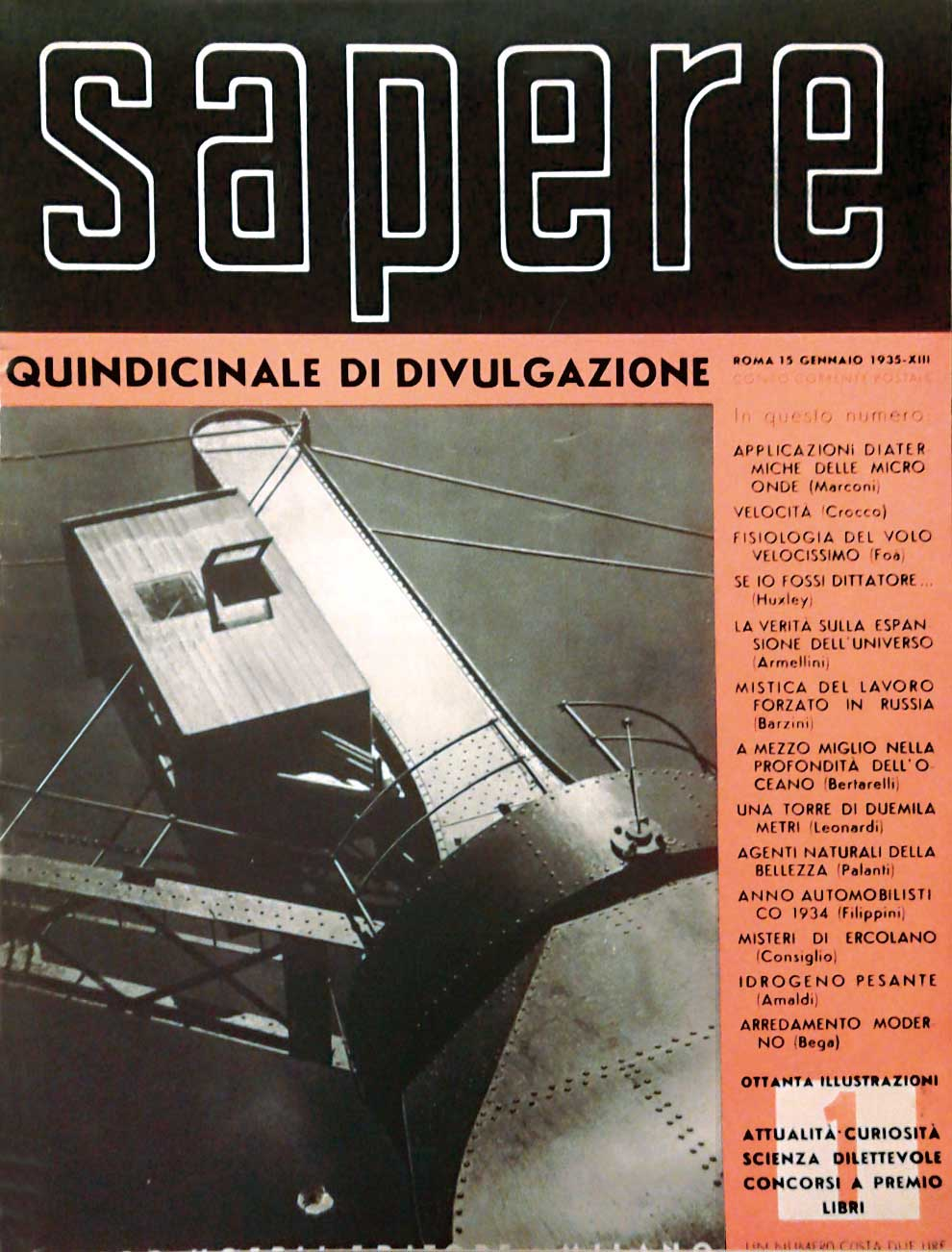
Copertina del primo numero del 1935

Dopo la morte del primo editore, l'italo-svizzero Ulrico Hoepli (Milano, 24 gennaio 1935), avvenuta poco dopo la pubblicazione del primo fascicolo, la rivista Sapere, assieme alla casa editrice e alla famosa libreria di Milano, passa nelle mani del nipote Carlo. La prima sede della rivista è a Roma,  dove vive il direttore esecutivo, Raffaele Contu, affiancato da un direttorio composto da due fisiologi e un ingegnere: Ernesto Bertarelli, Carlo Foà e Raffaele Leonardi.
Del primo numero si stampano circa 100 000 copie “diffuse in tutto il Regno e nelle colonie”. Sin dall'inizio, la rivista pubblica articoli di divulgazione e attualità scientifica in fisica e biologia, presentando ricerche di base e applicate. Tra gli autori di Sapere spiccano importanti nomi, come quello di Guglielmo Marconi, Enrico Fermi, Edoardo Amaldi, Bruno de Finetti.

### La vendita a Edizioni di Comunità
Nel 1962 Carlo Hoepli vende la testata a Edizioni di Comunità, ereditata da Roberto Olivetti alla morte del padre Adriano, suo fondatore nel 1946. La casa editrice romana pubblica la rivista per cinque anni, affidandola in un primo tempo alla direzione congiunta di Ulrico Hoepli jr, Romolo Saccomani e Renzo Zorzi. In un secondo momento, al solo Saccomani.
Con la nuova gestione, i settori d'interesse sono allargati alla sociologia e alle scienze politiche, con dibattiti sulla questione meridionale e sulla fame nel mondo. Il direttore Saccomanni è affiancato da un comitato scientifico costituito da personalità appartenenti a varie discipline.
Tra i componenti del comitato, Adriano Buzzati Traverso, genetista poi nominato direttore di Sapere cinque anni dopo, il genetista Luca Cavalli Sforza, il fisico Carlo Castagnoli, l'astrofisico Livio Gratton, il chimico Alfonso Maria Liquori, lo psicologo Cesare Musatti, ed Eduardo Scarano, fisiologo.
Nel 1967 le Edizioni di Comunità ridimensionano i loro programmi editoriali, rinunciando alla maggior parte dei periodici.

### L'epoca Dedalo

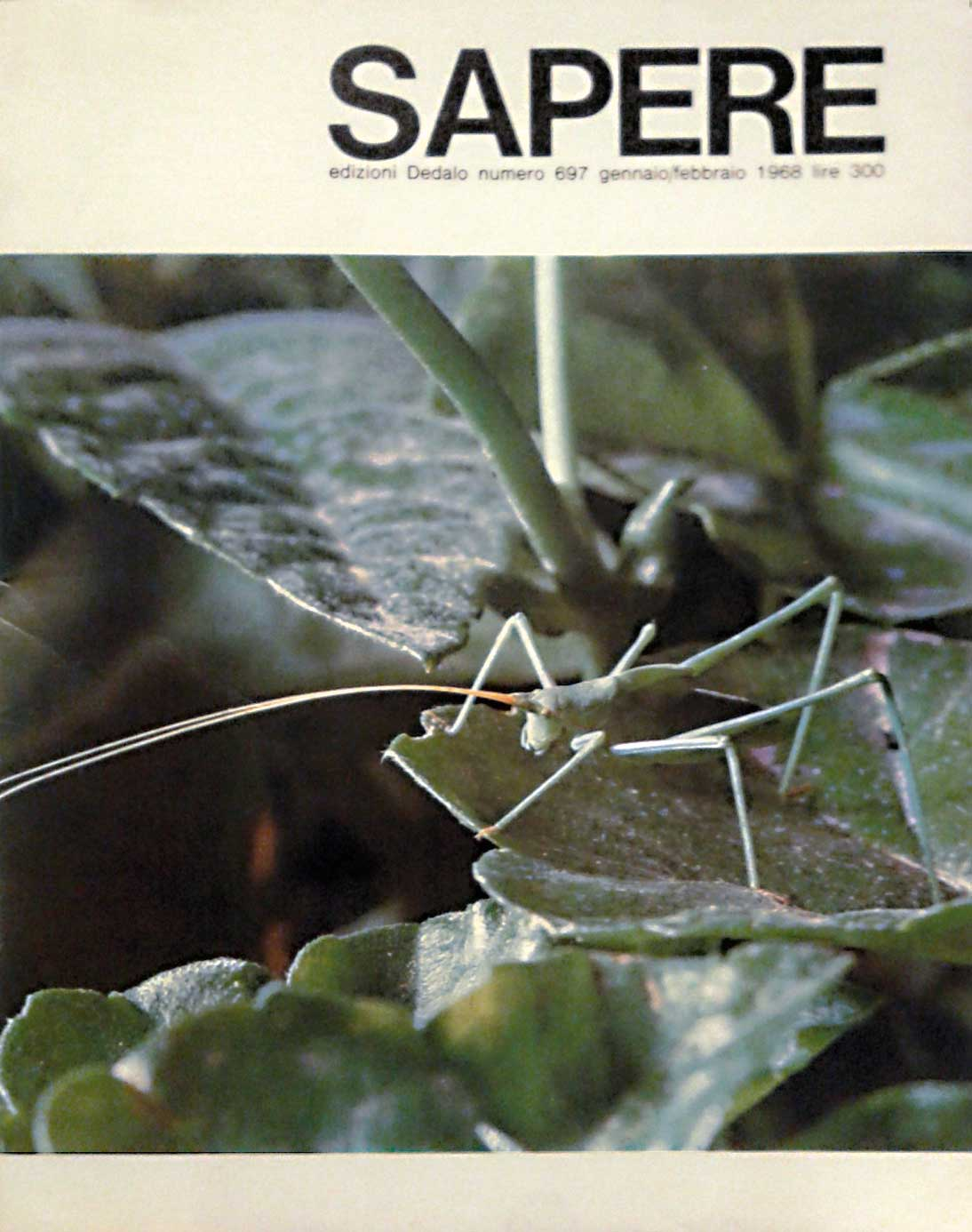
Copertina del primo numero dopo il passaggio alle Edizioni Dedalo (1968)

Nel 1967 Sapere è acquisita da Raimondo Coga, proprietario della casa editrice Dedalo di Bari.
Uomo di idee progressiste, il nuovo editore si fa portavoce del fermento che sarebbe di lì a poco sfociato nella contestazione studentesca, e nei movimenti di partecipazione collettiva alle scelte economiche e politiche del Paese.
Con l'editore Dedalo, Sapere attraversa diverse fasi. La rivista è inizialmente mensile e la direzione viene affidata ad Adriano Buzzati Traverso. L'obiettivo è quello di stimolare, attraverso il riferimento alla produzione scientifica internazionale, il rinnovamento della scienza italiana e la diffusione dei risultati più all'avanguardia dell'epoca: biologia e genetica, chimica dei polimeri e delle macromolecole, fisica delle particelle e delle alte energie, con un occhio di riguardo alla storia della scienza.
Alla fine del 1969 Buzzati Traverso lascia la direzione di Sapere, che passa nelle mani dello stesso editore sino al 1974, anno in cui s'inaugura una nuova fase.
L'impostazione della rivista viene radicalmente cambiata. Il nuovo corso è guidato da Giulio Alfredo Maccacaro e Giovanni Cesareo, con un collettivo di redazione e un gruppo di collaboratori.
Sapere diventa più attenta e critica verso i mutamenti sociali e le lotte operaie per la tutela della salute, con numerose monografie dedicate a questi argomenti. Questa fase si conclude nel dicembre 1982, con un numero dedicato alla vita e alle opere dello psichiatra Franco Basaglia.
Nel 1983, la rivista è affidata alla direzione del fisico Carlo Bernardini, a cui si affianca il biofisico Francesco Lenci nel 2006. Abbandonato il terreno ideologico sul quale si era inoltrata a scapito talvolta del rigore scientifico, Sapere recupera in questi anni collaboratori prestigiosi e un ruolo significativo nel panorama editoriale. Sulle sue pagine si alternano contributi di ricercatori di livello internazionale, come Arno Penzias, Nobel per la fisica nel 1978,  e di autorevoli giornalisti specializzati come Pietro Greco e Roberto Satolli. la nuova serie si caratterizza anche per una particolare attenzione alla storia, alla filosofia e alla politica della scienza.
Dal 1995, Sapere diventa bimestrale e, dal 1996 al 2013, la sua redazione è affidata alla Associazione Culturale Galileo, editrice di Galileo, giornale di scienza e problemi globali, il primo giornale di scienza on line in Italia.
Grazie alla partnership con Galileo, cresce l'attenzione nei confronti di temi emergenti, quali le nuove tecnologie della comunicazione, le biotecnologie, la medicina rigenerativa, la bioetica e le sfide della globalizzazione. In questi anni Sapere è una vera e propria fucina di nuove leve di comunicatori scientifici, arruolati sia tra i ricercatori che tra giovani laureati in discipline scientifiche.

## Sapereoggi
Nel gennaio 2014, alla vigilia dell'ottantesimo anniversario della rivista, Claudia Coga, figlia di Raimondo Coga, nuovo direttore responsabile della testata, intraprende un progetto di rilancio e di rinnovamento della rivista, attraverso una ristrutturazione delle sezioni interne e una nuova veste grafica.  
L'attuale direttore di Sapere è il chimico Nicola Armaroli. Il comitato editoriale è composto dai fisici Tommaso Castellani e Elena Ioli, e dal chimico Massimo Trotta.
Il Comitato Scientifico è composto da Angela Agostiano, Guido Barbujani, Vincenzo C. Barone, Enrico Bonatti, Patrizia Caraveo, Sandro Carniel, Ottavio Davini, Sandra Lucente, Barbara Mognetti, Giuseppe Mussardo, Roberto Natalini, Gianfranco Pacchioni, Elisa Palazzi, Carla Petrocelli, Alfio Quarteroni, Stefano Sandrelli.